# Drum expres

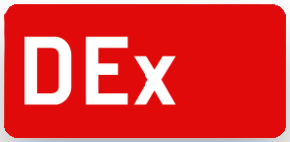
Indicator de Drum Expres conform standardului românesc

Indicator Drum rapid (în), conform standardului german

Drumul expres, numit și drum rapid, este un drum public utilizat exclusiv pentru vehicule a căror viteză maximă depășește 50 km/h, pe care oprirea și staționarea pe partea carosabilă sunt interzise.
Aceste drumuri sunt construite în zonele unde normele de autostradă nu pot fi îndeplinite. Drumul expres este un drum de transport rutier pe care viteza minimă de circulație a vehiculelor trebuie să fie de 50 km/h.
Șantierele de construcții pentru aceste drumuri sunt de obicei mai puțin costisitoare decât pe autostrăzi. Spre deosebire de autostradă, pe drumul expres sunt permise încrucișări de nivel cu alte drumuri de circulație. Traficul la intersecții va fi de cele mai multe ori reglementat de semafoare sau prin sens giratoriu. 
În momentul de față, în România există câteva loturi de Drum Expres, astfel două din ele fac parte din Drumul expres Pitești-Craiova, iar un lot face parte din Drumul Expres Arad-Oradea. În Republica Moldova nu există niciun drum din categoria drumurilor expres.

## Indicatoare
Indicatoarele albastre sau verzi, sunt folosite după anumite reguli din țările respective (ex. albastru: Austria, Cehia, Germania, Italia, Macedonia, Republica Moldova, România, Serbia, Ungaria, etc.; verde: Finlanda, Suedia, etc.).

## Galerie imagini

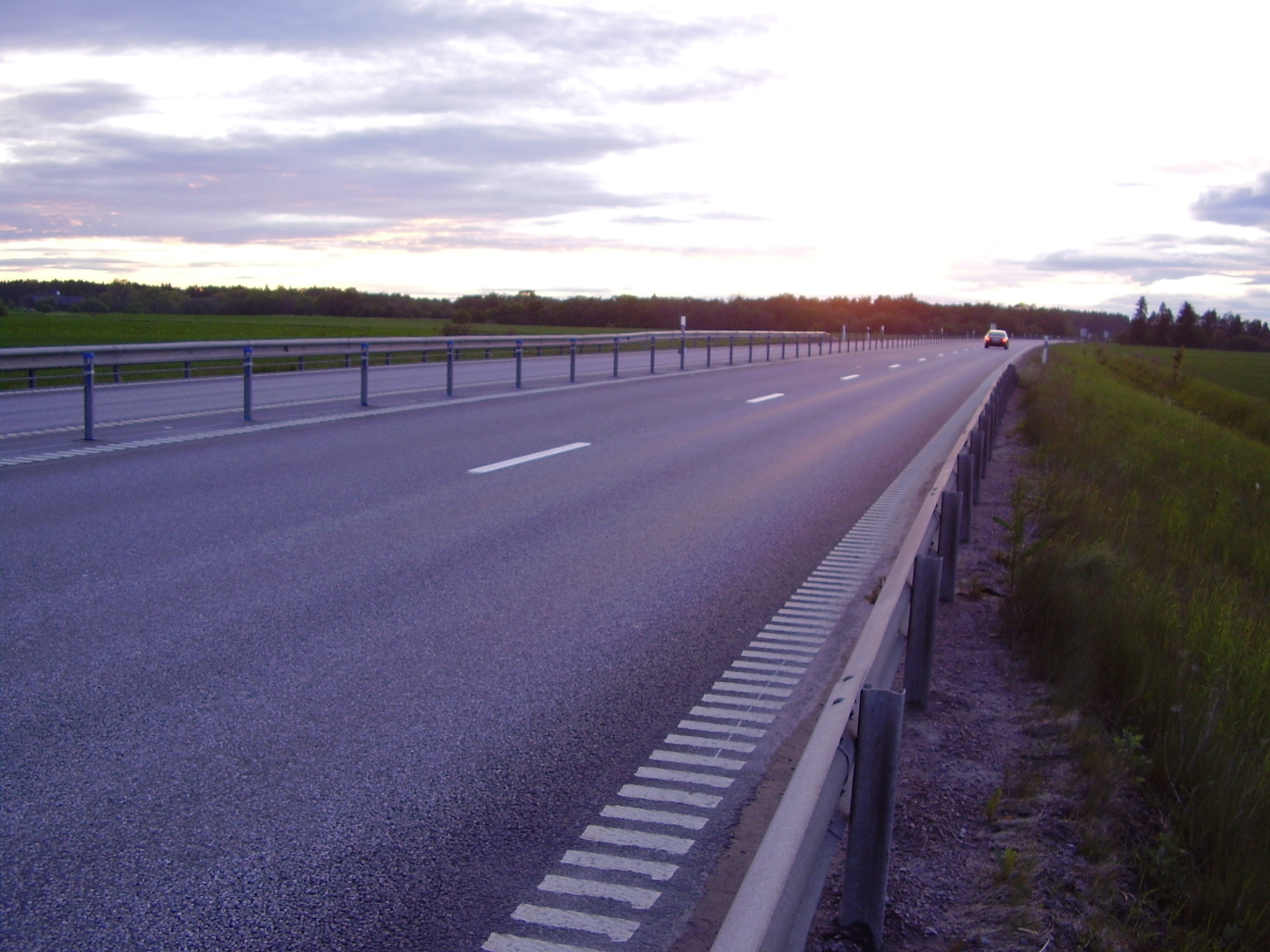
Drum rapid lângă Linköping în Suedia.
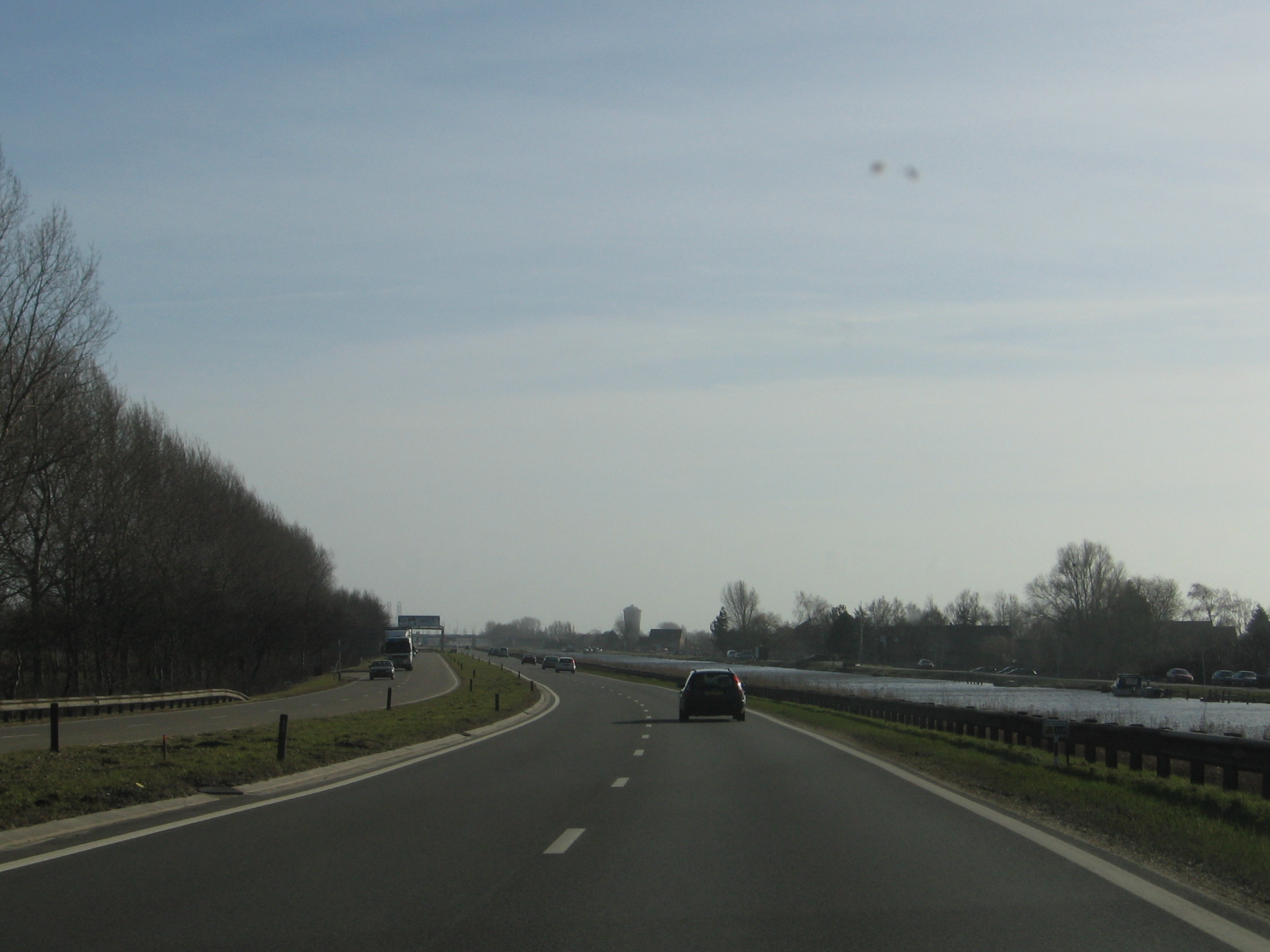
N246 la Krommenie, Nauernasche Vaart (Țările de Jos)
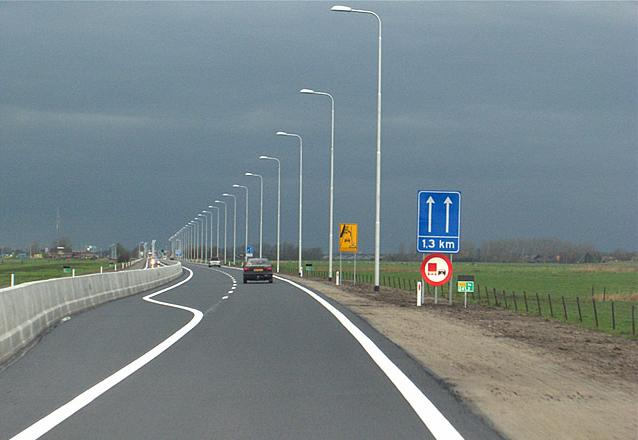
N50 lângă Zwolle,Țările de Jos
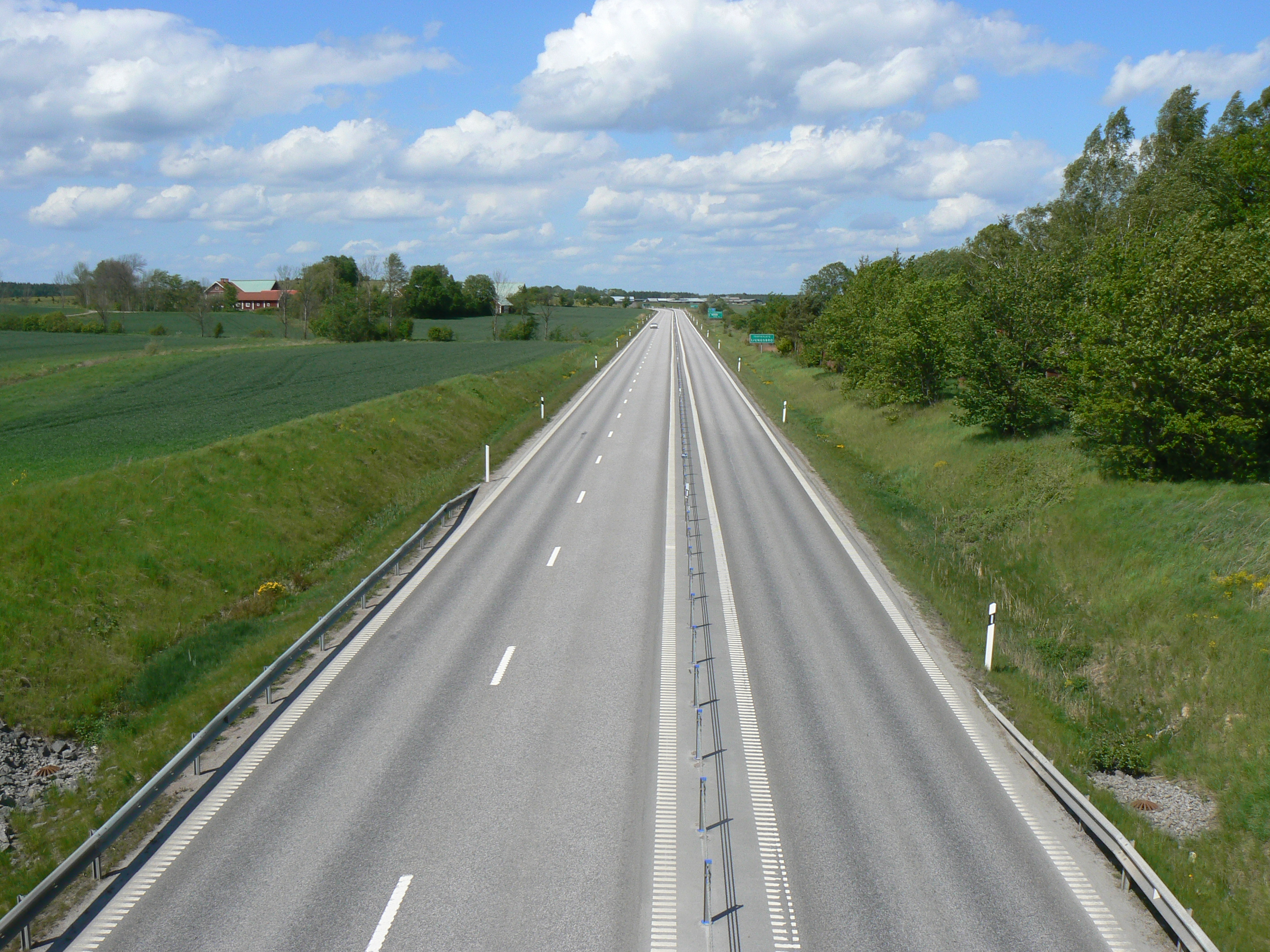
Drumul rapid suedez 36 la nord de Linköping